# Filialkirche Gemmersdorf

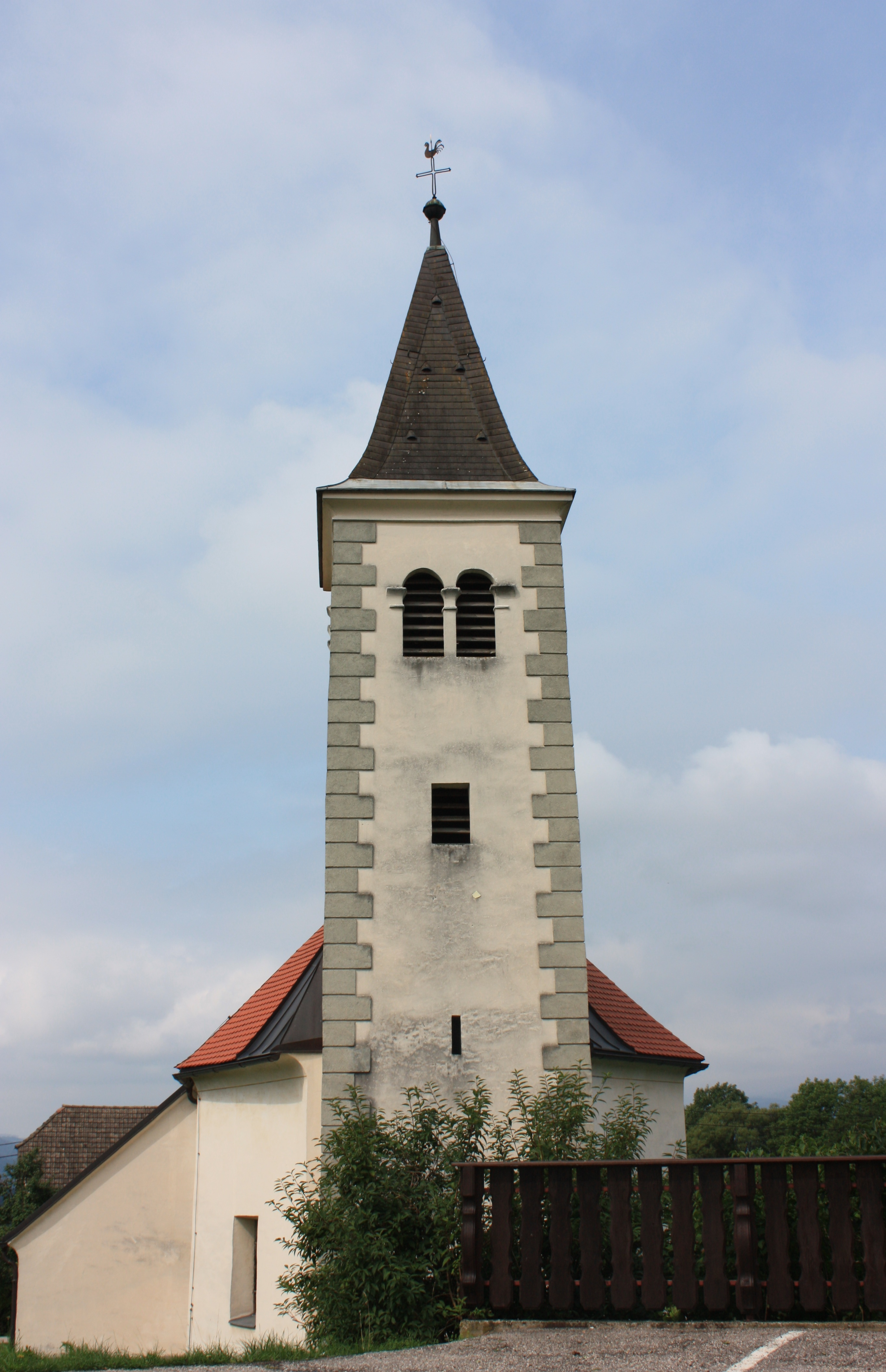

Die Filialkirche Gemmersdorf in der Gemeinde St. Andrä im Lavanttal ist dem heiligen Laurentius geweiht und gehört zur Pfarre Maria Rojach.
Eine Kirche in Gemmersdorf wurde 1145 erstmals erwähnt und 1314 als Pfarre genannt. 1660 zerstörte ein Erdrutsch die Kirche.
Die heutige Kirche ist zum Großteil ein barocker Bau, nur die Mauern des Langhauses sind zum Teil mittelalterlichen und das Westportal gotischen Ursprungs. Den Turm mit Zwillingsfenstern und Pyramidenhelm wurde im 19. Jahrhundert an die östliche Chorschlusswand angebaut. 
Über dem zweijochigen Langhaus erhebt sich ein Tonnengewölbe mit Stichkappen. Die hölzerne Westempore auf Säulen stammt aus dem 19. Jahrhundert. Ein rundbogiger Triumphbogen verbindet das Langhaus mit dem einjochigen Chor mit Dreiachtelschluss und Kreuzgratgewölbe. Die Gewölbemalereien von 1884 sind mit „A. Fantoni“ bezeichnet.
Die einheitliche Einrichtung der Kirche in einfachen neobarocken Formen entstand im 19. Jahrhundert. Der Hochaltar mit einem Nischenretabel in Neo-Renaissance-Formen trägt die Statuen der Heiligen Laurentius, Bartholomäus und Martin. Die beiden Seitenaltäre sind mit Leinwandbildern aus dem 18. Jahrhundert ausgestattet.